# استان کوتاهیه
نام یکی از استان‌های ترکیه است که مرکز آن هم شهر کوتاهیه.
این استان ۱۱٬۸۸۹ کیلومتر مربع مساحت و ۵۹۰٬۴۹۶ نفر (سال ۲۰۱۰) جمعیت دارد.
در سال ۱۹۹۰ کوتاهیه ۵۷۸٬۰۲۰ نفر جمعیت داشته است.

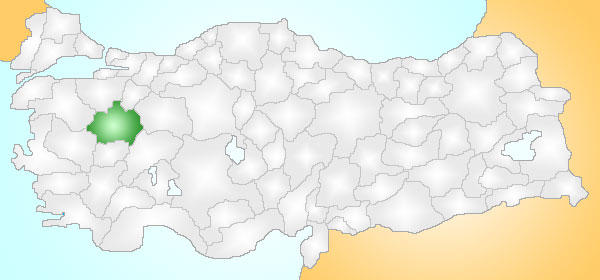
محل استان کوتاهیه در نقشه ترکیه